# Niyaarwo
Niyaarwo (auch: Gannaarfa, Gannarfa, Niyaarwo, Niyyaruo) ist eine kleine Insel von Somalia. Sie gehört politisch zu Jubaland und geographisch zu den Bajuni-Inseln, einer Kette von Koralleninseln (Barriereinseln), welche sich von Kismaayo im Norden über 100 Kilometer bis zum Raas Kaambooni nahe der kenianischen Grenze erstreckt.

## Geographie
Die Insel liegt in einem Bereich mit wenigen Barriereinseln. Die Küste ist an der Stelle eher durch verschiedene Kaps (Ras) gegliedert (Ras Aliyoos – N; Raas Sheeka Lasaay – S). Die Insel selbst ist ebenfalls fast unmittelbar mit dem Land verbunden. Nach Norden schließt sich Buur Howla an und nach Süden Konaandoofu.

## Klima
Als Klima herrscht heißes Steppenklima mit Monsuneinfluss.